# 701. pr. Kr.
◄ | 9. stoljeće pr. Kr. | 8. stoljeće pr. Kr. | 7. stoljeće pr. Kr. | ►
◄ | 730-ih pr. Kr. | 720-ih pr. Kr. | 710-ih pr. Kr. | 700-ih pr. Kr. | 690-ih pr. Kr. | 680-ih pr. Kr. | 670-ih pr. Kr. | ►
◄◄ | ◄ | 704. pr. Kr. | 703. pr. Kr. | 702. pr. Kr. | 701 pr. Kr. | 700. pr. Kr. | 699. pr. Kr. | 698. pr. Kr. | ► | ►►
Astronomija

## Događaji
- U Egiptu faraona Šabaku nasljeđuje kušitski faraon Šabatoka.
- Pobunu protiv Asiraca na čelu saveza Feničana i Filistejaca organizira je kralj Jude, Ezekija.